# Люцерновый клоп
Люцерновый клоп (лат. Adelphocoris lineolatus) — вид клопов рода Adelphocoris из семейства слепняков (Miridae). Распространён в Голарктике, в XX веке завезён в Северную Америку. Люцерновый клоп — вредитель люцерны, эспарцета, верблюжьей люцерны, клевера, хлопка, сахарной свёклы.

## Распространение
Вид Старого Света, обитающий в Европе, Северной Африке, Азии, включая Ближний Восток, Казахстан, Среднюю Азию, Монголию и Китай. В 1917 году этот вид был завезён в Канаду и США. В Неарктике эти насекомые распространены от южного Онтарио и северо-востока США до юга Северной Каролины и запада Колорадо.

## Описание
Длина тела от 7,6 до 9,5 мм. Основная окраска тела от серовато-зелёной до серовато-жёлтой. Зимует на стадии яйца. Развивается на растениях из семейств бобовых, астровых, капустных и маревых. Повреждает люцерну и эспарцет, а также донник, клевер, люпин и другие бобовые травы; иногда повреждает арахис, нут, чечевицу, сою, фасоль, сахарную свёклу.